# Lozna (Trstenik)
Pour les articles homonymes, voir Lozna.
Lozna (en serbe cyrillique : Лозна) est un village de Serbie situé dans la municipalité de Trstenik, district de Rasina. Au recensement de 2011, il comptait 335 habitants.

## Démographie
| 1948 | 1953 | 1961 | 1971 | 1981 | 1991 | 2002 | 2011 |
| ---- | ---- | ---- | ---- | ---- | ---- | ---- | ---- |
| 416  | 428  | 460  | 428  | 440  | 403  | 380  | 335  |

|  |